# Григор'янц Сергій Іванович
Сергій Іванович Григор'янц (12 травня 1941, Київ, Українська РСР, СРСР — 14 березня 2023, Москва) — радянський дисидент, колишній політв'язень, журналіст і літературознавець, засновник і голова правозахисного фонду «Гласність». Він був ув'язнений на десять років у Чистопольській в'язниці як політв'язень за антирадянську діяльність, з 1975 по 1980 рік, а потім ще на чотири роки, починаючи з 1983 року, за аналогічними звинуваченнями.

## Біографія
Має вірменське походження. Батько, Григор'янц Іван Аркадійович (Ованес Агабегович), юрист за фахом, пропав без вісті під час німецько-радянської війни. Сергій Григор'янц навчався у Київському політехнічному інституті, Ризькому училищі інженерів цивільної авіації та на факультеті журналістики МДУ.
Автор статей у Короткій літературній енциклопедії.
У 1975 році Сергія Григор'янца заарештовано КДБ та засуджено до п'яти років ув'язнення за антирадянську агітацію і пропаганду. Після звільнення у 1982—1983 роках поширював у самвидаві інформацію про порушення прав людини в СРСР. У 1983 році був знову заарештований і засуджений на сім років суворого режиму за свою правозахисну діяльність.
Після початку горбачовської перебудови був звільнений у 1987 році по амністії і відразу ж відновив правозахисну діяльність: приступив до видання журналу «Гласність», критикував комуністичну систему. У травні 1989 року Григор'янц створив і очолив профспілку незалежних журналістів, до якої увійшли деякі журналісти, які представляли незалежний (самвидавський) друк у СРСР.
У травні 1988 року брав участь у створенні першої опозиційної партії у СРСР — Демократичного союзу, проте в самій партії не перебував.
У 1989 році Сергія Григор'янца нагородили міжнародною премією Всесвітньої газетної асоціації «Золоте перо Свободи». У 1990-х роках систематично виступав з вимогою люстрацій, подавав до суду на КДБ, вимагав повернути вилучений у нього архів.
У січні 1995 року загинув син дисидента, 20-річний студент Тимофій Григор'янц - його збила машина. Колеги правозахисника вважають, що це було помстою органів держбезпеки за непримиренну критику Сергієм Григор'янцем військових дій Москви у Чечні.
Сергій Григор'янц перебував у різкій опозиції до політики Володимира Путіна, зокрема, він висловлював протести проти утисків у Росії демократичних свобод і критикував владу за війну у Чечні. На думку Григор'янца, росіян як народ практично у всьому світі вважають лиходіями: «Навіть сховавши у Москві Дениса Пушиліна, що „пішов у відставку“, з усім морем брехні, адресованим виключно нам з вами, Путін вже нічого виправити не може — практично весь світ вважає росіян лиходіями, лиходіями, як народ, як країну, з якою ні в кого не може бути нічого спільного.»
Помер 14 березня 2023 року у Москві.